# NGC 935
NGC 935 é uma galáxia espiral (Sc) localizada na direcção da constelação de Aries. Possui uma declinação de +19° 35' 57" e uma ascensão recta de 2 horas, 28 minutos e 11,2 segundos.
A galáxia NGC 935 foi descoberta em 18 de Setembro de 1885 por Lewis A. Swift.